# اولاخان-بوتوبویا
اولاخان-بوتوبویا (روسی: Улахан-Ботуобуя) یک رودخانه در استان یاقوتستان کشور روسیه است.